# Servius Sulpicius Galba (consul in 144 v.Chr.)
Servius Sulpicius Galba was een Romeins politicus en militair uit de 2e eeuw v.Chr. Hij was een lid van de gens Sulpicia.
Galba was een krijgstribuun van het 2e legioen in Macedonia. Hij stond vijandig tegenover zijn commandant Lucius Aemilius Paullus. Na de overwinning op Perseus van Macedonië in 167 v.Chr. probeerde Galba in Rome een triomftocht voor Aemilius Paullus te voorkomen. Dit mislukte, maar zijn acties veroorzaakten veel commotie. In 151 v.Chr. werd Galba praetor en kreeg Hispania als provincie aangewezen. Daar woedde op dat moment een oorlog en Galba moest direct in actie komen om enkele Romeinen te ontzetten die werden aangevallen door Lusitaniërs. Hij slaagde erin de vijand op de vlucht te doen slaan, maar zijn leger was ongedisciplineerd en onvoorzichtig tijdens de achtervolging. Toen de vluchtende Lusitaniërs plotseling omkeerden ontstond er een zwaar gevecht waarbij 7000 Romeinen om het leven kwamen. Hierop verzamelde Galba de restanten van zijn leger en zijn bondgenoten en trok zich terug in zijn winterkamp. 
In de lente van 150 v.Chr. trok hij weer ten strijde en verwoestte het land. De Lusitaniërs zonden vervolgens een afvaardiging die hem beloofde een eerder gesloten vredesverdrag weet te respecteren. Galba ontving hen vriendelijk en toonde begrip voor de omstandigheden waarin de Lusitaniërs tot hun agressieve daad waren gekomen. Hij beloofde ze zelfs nieuw vruchtbaar land als ze in het vervolg trouwe bondgenoten van Rome zouden zijn. Galba won hun vertrouwen en liet de Lusitaniërs in drie grote groepen met vrouwen en kinderen naar zich toekomen om het nieuwe land aan te wijzen. Toen de eerste groep arriveerde liet hij hen echter ontwapenen en allemaal afslachten door zijn leger. De tweede en derde groep ondergingen hetzelfde lot. Dit was zelfs voor de Romeinen een grof verraad. Een van de weinige overlevenden van de slachting was Viriathus, die later de leider van een grote opstand in Lusitania werd.
In 149 v.Chr. keerde Galba terug naar Rome. Hij werd voor zijn moorden in Hispania aangeklaagd door de volkstribuun Lucius Scribonius Libo en werd in de volksvergadering zwaar aangevallen door Marcus Porcius Cato de oudere. Galba stond bekend als een uitstekend redenaar, maar kon niets inbrengen dat zijn daden rechtvaardigde. Slechts door omkoping en door voor het volk met zijn kinderen te verschijnen en daar om genade te smeken kon hij een veroordeling voorkomen. 
Ondanks deze gebeurtenissen lukte het Galba om in 144 v.Chr. tot consul te worden gekozen, samen met Lucius Aurelius Cotta. De beide consuls ruzieden over wie het commando zou krijgen over het leger dat de opstand van Viriathus in Hispania moest neerslaan. Ook in de senaat heerste verdeeldheid en uiteindelijk werd besloten om geen van beide te sturen, maar dat het commando van de consul van het voorgaande jaar, Quintus Fabius Maximus Aemilianus, werd verlengd. 